# Carlos Muñoz (autocoureur)

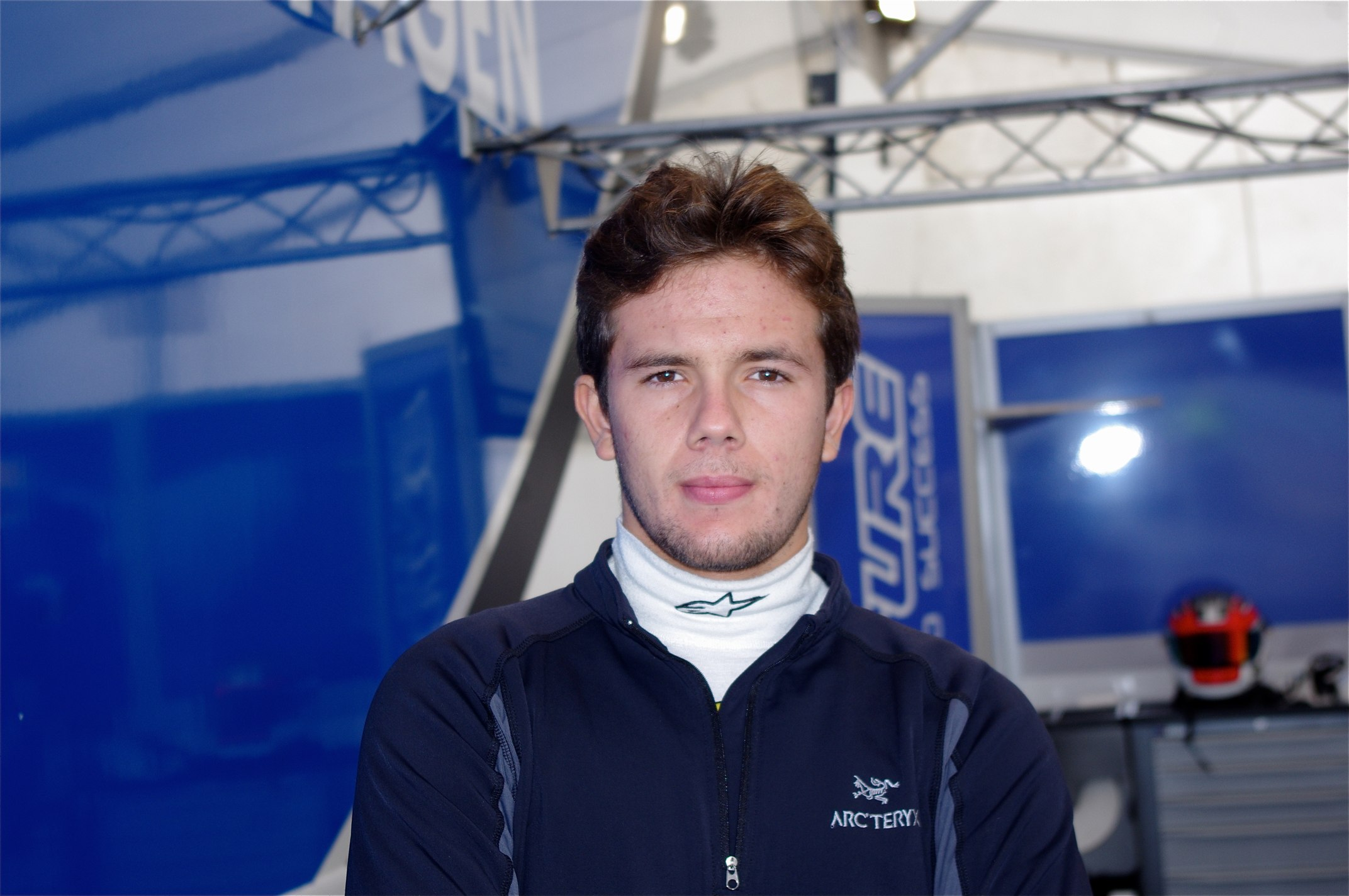
Carlos Muñoz in 2011.

Carlos Andrés Muñoz (Bogotá, 2 februari 1992) is een autocoureur uit Colombia.

## Carrière

### Vroege carrière
Muñoz begon zijn autosportcarrière in het karting in 2002, waar hij tot 2007 actief was. Hij werd hier onder anderen kampioen in de WKA Manufacturer's Cup en de Stars of Karting National ICA Junior.
In 2007 maakte Muñoz op vijftienjarige leeftijd zijn debuut in het formuleracing in de Formule TR Pro Series. Hij behaalde in vier races één podiumplaats, waardoor hij als achtste in het kampioenschap eindigde.

### Formule Renault
In 2008, stapte Muñoz over naar de Formule Renault, waarbij hij deelnam aan zowel de Italiaanse Formule Renault als de Eurocup Formule Renault 2.0 voor het Prema Powerteam. In het Italiaanse kampioenschap eindigde hij als zestiende met 66 punten, terwijl hij in de Eurocup geen punten wist te scoren met een dertiende plaats op zowel de Nürburgring als op Estoril.
In 2009 nam Muñoz deel aan zowel de Eurocup en de Formule Renault 2.0 West-Europese Cup voor het team Epsilon Euskadi. Hij eindigde als achtste in de Eurocup met één podiumplaats in de tweede race op de Nürburgring, terwijl hij in de West-Europese Cup als zevende eindigde met twee podiumplaatsen.

### Formule 3
Naast zijn Formule Renault-seizoenen nam Muñoz ook deel in de Formule 3, aan drie ronden van de Europese F3 Open in 2009 voor het team Porteiro Motorsport. Hij eindigde als elfde in het kampioenschap, met als beste resultaat een tweede plaats op Spa-Francorchamps.
In 2010 stapte Muñoz fulltime over naar de Formule 3, in de Formule 3 Euroseries voor Mücke Motorsport naast Roberto Merhi. Hij eindigde als negende in het kampioenschap met een tweede plaats op Brands Hatch als beste resultaat. Ook nam hij deel aan twee raceweekenden van het Britse Formule 3-kampioenschap voor Mücke als gastrijder in de Invitational Class. Ook nam hij deel aan de Masters of Formula 3 en de Grand Prix van Macau, waarin hij in de Masters als vijftiende eindigde en in Macau uitviel.
In 2011 bleef Muñoz in de Euroseries rijden, maar nu voor het team Signature, en de uit verschillende Formule 3-evenementen bestaande Formule 3 International Trophy. Hij eindigde als achtste in de Euroseries met een derde plaats op Silverstone als beste resultaat, terwijl hij in de Trophy als zesde eindigde met als beste resultaat een vierde plaats op Spa-Francorchamps. Ook reed hij weer in zowel de Masters als de GP van Macau, maar in beide races viel hij uit.

### Indy Lights
In 2012 stapte Muñoz over naar Amerika om in de Indy Lights te gaan rijden voor Andretti Autosport naast Sebastián Saavedra. Hij behaalde twee overwinningen op de Auto Club Speedway en op Edmonton. Met drie andere podiumplaatsen eindigde hij als vijfde in het kampioenschap.
In 2013 blijft Muñoz in de Indy Lights rijden voor Andretti, maar kreeg in Zach Veach wel een nieuwe teamgenoot. waarbij hij de tweede race van het seizoen op het Barber Motorsports Park won.

### IndyCar Series
Muñoz reed de Indianapolis 500 in 2013. Hij vertrok van de tweede startplaats en finishte eveneens op de tweede plaats, wat hem de trofee Indianapolis 500 Rookie of the Year opleverde.

#### Resultaten Indianapolis 500
| Jaar | Chassis | Motor     | Start | Finish | Team               |
| ---- | ------- | --------- | ----- | ------ | ------------------ |
| 2013 | Dallara | Chevrolet | 2     | 2      | Andretti Autosport |